# Bradysia pseudodalmatina
Bradysia pseudodalmatina är en tvåvingeart som beskrevs av Werner Mohrig och Roschmann 1993. Bradysia pseudodalmatina ingår i släktet Bradysia och familjen sorgmyggor.
Artens utbredningsområde är Italien. Inga underarter finns listade i Catalogue of Life.